# Grupo Sancor Seguros
El Grupo Sancor Seguros es un holding formado en la ciudad de Sunchales (Santa Fe) dedicado al mercado de seguros. Sancor Seguros es una entidad jurídica cooperativa  conformada en el año 1945.